# المرآة النيوترونية
المرآة النيوترونية(بالإنجليزية: Neutron supermirror])‏ هي مرآة مصنوعة من مادة مصقولة للغاية وذات طبقات تستخدم لعكس أشعة النيوترون.و هي حالة خاصة لعاكسات نيوترونية فهي متعددة الطبقات و ذات سماكة طبقة متفاوتة.يتم إنتاج هذه المرايا عن طريق ترسيب وتلميع أعداد كبيرة من طبقات مادة عاكسة ، مثل السيليكون أو النيكل أو التيتانيوم أو مركب النيكل / التيتانيوم ، على ركيزة. بهذه الطريقة ، تصبح الزاوية الحرجة للانعكاس الكلي مثل N . 0c بحيث N هو عدد الطبقات و 0c هي زاوية الانعكاس الكلي للطبقة الواحدة.